# Limoges FC
El Limoges FC es un equipo de fútbol de Francia que juega en el Championnat National 3, la quinta liga de fútbol más importante del país.

## Historia
Fue fundado el 31 de mayo del año 1947 en la ciudad de Limoges, y aunque la mayo parte de su historia ha estado en las categorías amateur de Francia, tuvieron un momento de gloria cuando entre 1958 y 1961 formaron parte de la Division 1, la máxima categoría de fútbol en Francia antes de la aparición de la Ligue 1.
Desde entonces el club ha estado entre el Championnat de France amateur y la Division d'Honnour (6.ª división).

## Palmarés
- DH Centre-Ouest: 1

2006-07

## Entrenadores desde 1951
| - 1951–57: Camille Cottin - 1957–62: Pierre Flamion - 1962–66: Maurice Blondel - 1966–68: Roger Meerseman - 1968–69: Maurice Blondel - 1969–70: Maurice Cailleton - 1970–72: Yvon Goujon - 1972–74: Maurice Cailleton - 1974-enero de 1975: Henri Kowa - Enero-junio de 1975: Slobodan Stojovic - 1975–78: Henri Kowal - 1978–81: Henri Skiba - 1981–84: Robert Dewilder - 1984–85: Francis Smerecki - 1985–86: Yves Todorov - 1986–87: Robert Dewilder - 1987–88: Pierre Soria - 1988–89: Guillaume Lassalle - 1990-enero de 1997: Eddie Hudanski - Enero de 1997–2000: Colbert Marlot | - 2000–01: Jean-Yves Kerjean - 2001–02: Jacky Lemée - 2002–03: Christophe Matl - 2003–06: Stéphane Roussy - 2006–07: Jean-Jacques Eydelie - 2007–09: Pierre Soria - 2009–11: Christophe Lassudrie - 2011– : Vincent Gaudron |

## Jugadores

### Jugadores destacados
- Raymond Cicci
- Yvon Goujon
- Armand Penverne
- François Remetter
- Paul Sauvage
- Laurent Koscielny
- Bernard Delcampe